# North Stormont
North Stormont es un municipio canadiense situado en la provincia de Ontario.

## Superficie
North Stormont tiene una superficie de 515,46 km².

## Demografía
En 2021, tenía 7400 habitantes, una densidad poblacional de 14,4 hab./km², y 2949 viviendas.